# Regimentul 22 Infanterie (1916-1918)
Regimentul 22 Infanterie a fost o unitate de nivel tactic care s-a constituit la 14/27 august 1916, prin mobilizarea unităților și subunităților existente la pace aparținând de Regimentul III Dâmbovița No. 22. Regimentul a făcut parte din organica Brigăzii 6 Infanterie, fiind dislocat la pace în garnizoana Târgoviște. La intrarea în război, Regimentul 22 Infanterie a fost comandat de locotenent-colonelul Dumitru Băltărețu. Regimentul 22 Infanterie a participat la acțiunile militare pe frontul românesc, pe toată perioada războiului, între 14/27 august 1916 - 28 ocotmbrie/11 noiembrie 1918.
Drapelul de luptă al regimentului a fost decorat cu cea mai înaltă distincție de război, Ordinul „Mihai Viteazul”, clasa III.
„Pentru vitejia și avântul fără seamăn cu care s-au condus atât ofițerii cât și trupa în luptele de la Dealul Măgura, Tohanul-Vechi, Chirali-Halina, în bătălia de la Olt și în timpul crâncenelor lupte de la nord-vest de Câmpulung.”
Înalt Decret no. 88 din 8 februarie 1917

## Decorații
- Ordinul „Mihai Viteazul”, clasa III[3]